# Bright Angel Lodge

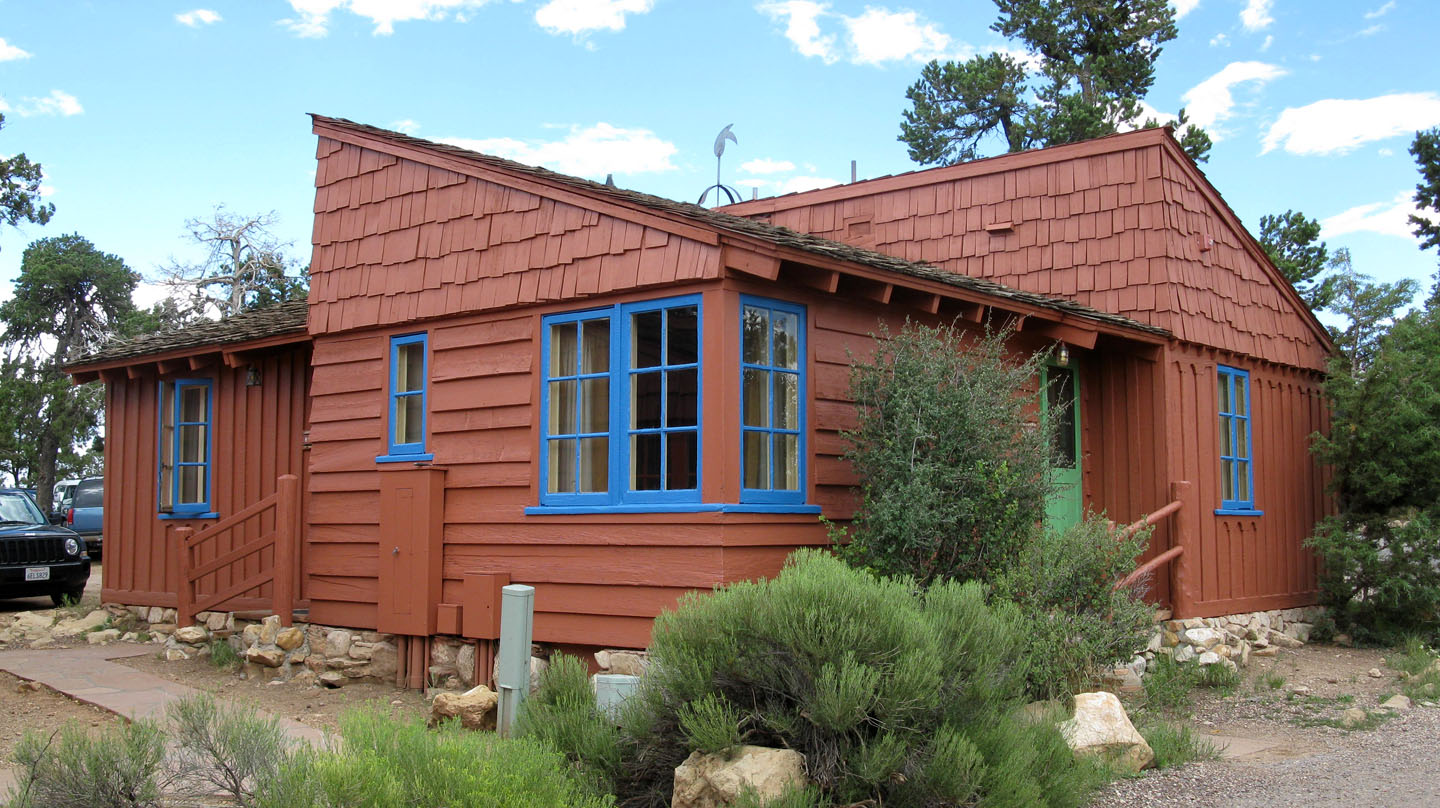
Sovstuga

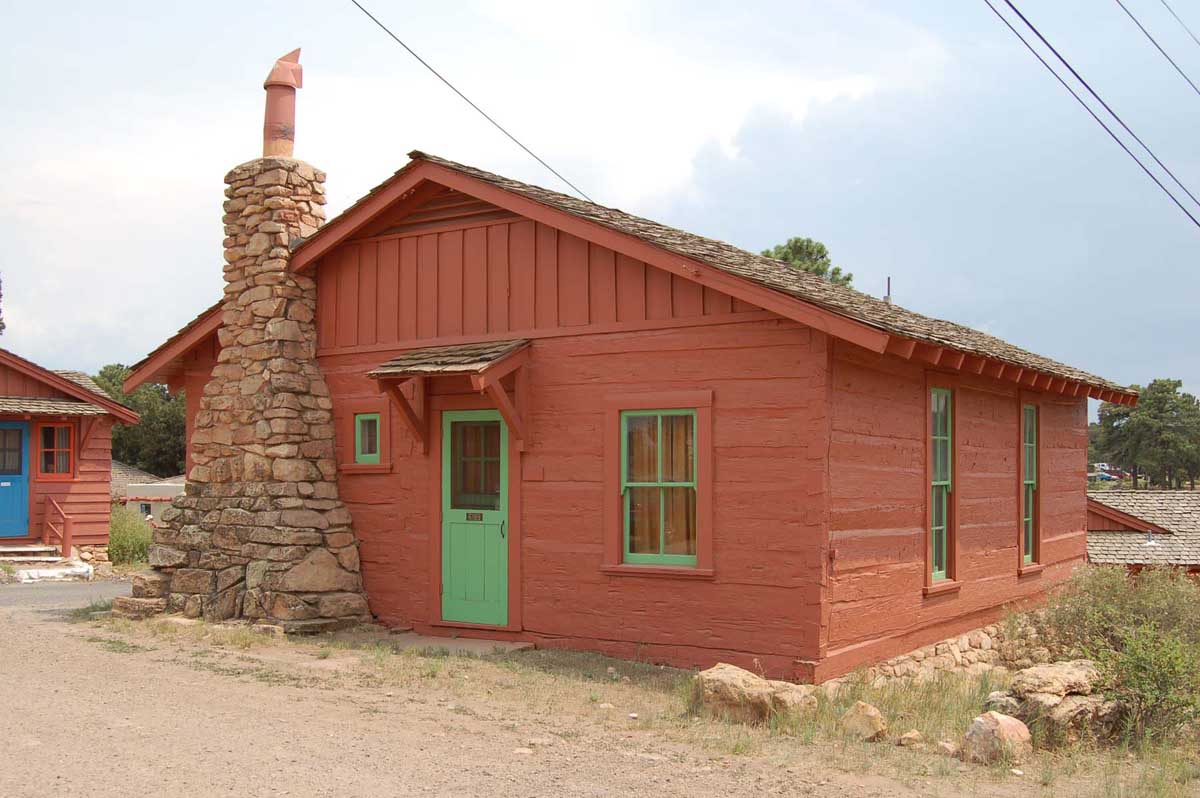
Red Horse Cabin

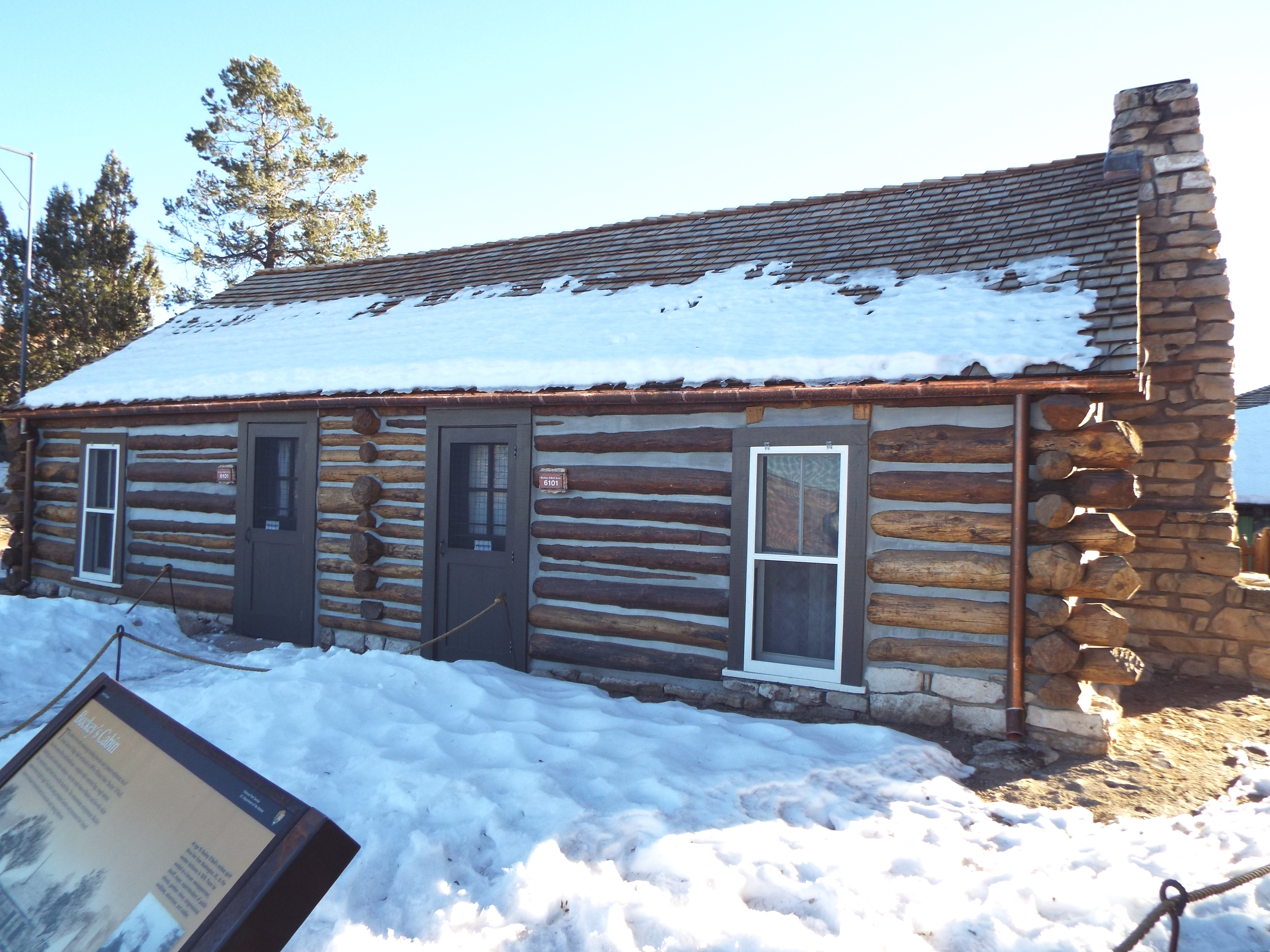
Buckey O'Neill Cabin

Bright Angel Lodge är ett hotell i Grand Canyon Village i Arizona i USA. Bright Angel Lodge är en av de åtta byggnader i Grand Canyon, som ritades av Mary Colter, tillsammans med Hopi House, Phantom Ranch, Hermit's Rest, Lookout Studio, Desert View Watchtower, Colter Hall och Victor Hall. 
Bright Angel Lodge har sina rötter i en första inkvartering på platsen, som etablerades av diligensåkaren James Thurber 1896. Den låg vid ändan av gångstigen "Bright Angel Trail", som ledde ner i kanjon. Thurber drev en lokal linje mellan Grandview-området vid södra kanten av Grand Canyon till denna plats 1896 och lät där bygga ett litet hotell. Vid ungefär samma tidpunkt byggde William Owen "Buckey" O'Neill ett hus bredvid med inkvartering, som han kallade O'Neill's Camp. Thurber köpte O'Neills hus när O'Neill dog på Kuba som frivillig i Rough Riders i Spansk-amerikanska kriget. Thurber utvidgade rörelsen med ett tältläger för turister och kallade anläggningen Bright Angel Hotel och Bright Angel Camps.
Thurber sålde sin rörelse till hotellägaren Martin Buggeln i Williams strax innan Grand Canyon Railway blev klar till södra kanten av Grand Canyon 1902. Järnvägsbolaget gjorde anspråk på att få disponera merparten av marken på kanjons södra kant, inklusive marken som Bright Angels-rörelsen använde, samtidigt som det till 1905 byggde El Tovar Hotel som granne med Bright Angels Hotel. Järnvägsbolaget köpte ut Buggeln 1905 och renoverade det äldre hotellet och ersatte tälten med sovstugor. Bolaget inriktade Bright Angel Hotel på en medelklasspublik.
Red Horse Station byggdes ursprungligen som en diligensstation 26 kilometer söder om blivande Grand Canyon Village. När järnvägen hade byggts fram till södra kanten, monterade ägaren Ralph Cameron 1902 ned timmerbyggnaden och byggde åter upp den väster om Buckey O'Neill Cabin. Han lade till ett våningsplan och öppnade där Cameron's Hotel.
Bright Angel Hotel var nedslitet på 1930-talet, och ägaren Atchison, Topeka and Santa Fe Railway anlitade Mary Colter för att rita ett nytt hotell i dess ställe. Hennes första förslag liknade hennes Hermit's Rest och Lookout Studio i närheten. Grand Canyon Park Service godkände dock inte en omfattande användning av sten för huset, varför Mary Colter i stället ritade en träbyggnad. Hon behöll Buckey O'Neill Cabin och det till Reg Horse Cabin omdöpta tidigare Cameron's Hotel (då ett nyss övergivet posthus) för des historiska och byggnadtekniska värden och ersatte tälthusen med timmerstockssovhus, med inslag av sten, i rustik stil. Det nya hotellet stod klart 1935. I interiören används tillyxade timmerstockar, adobe och lokal kalksten. Hotellets huvudbyggnad kompletterades med parbyggda sovhus, som ersatte äldre stugor. 
Hotellets cocktail-lounge har muralmålningar av Fred Kabotie.